# Marij Kogoj
Marij Kogoj (Trieste, 20 settembre 1892 – Lubiana, 25 febbraio 1956) è stato un compositore jugoslavo.
Sloveno, allievo di Schoenberg e di Franz Schreker, fu molto popolare durante gli anni 1920 e la sua popolarità culminò con la sua opera Črne maske (Maschere nere). La sua carriera ebbe termine nel 1932, quando fu ricoverato per schizofrenia. Rimase ricoverato fino alla morte, avvenuta nel 1956.

## Opere, edizioni, registrazioni
- Črne maske ("Maschere nere"), opera, 1928 - programmata per la riproduzione nel gennaio 2012[4]
- Opere Complete for Violino & Pianoforte, Črtomir Šiškovič (violino) ed Emanuele Arciuli. (Stradivario, 2000)

## Matrimonio
Kogoj sposò Marija Podlogar nel 1919.